# Svyatoslavita
La svyatoslavita és un mineral de la classe dels silicats que pertany al grup del feldespat. V ser anomenada en honor de Svyatoslav Nostorovich Ivanov, geòleg rus.

## Característiques
La svyatoslavita és un tectosilicat de fórmula química Ca(Al₂Si₂O₈). Cristal·litza en el sistema ortoròmbic. Els cristalls són prismàtics paral·lels a [100], mostrant les cares {011}, {100} i {110}, de fins a 0,8 mm. La seva duresa a l'escala de Mohs és 6. És un polimorf de l'anortita, la dmisteinbergita i la stöfflerita.
Segons la classificació de Nickel-Strunz, la svyatoslavita pertany a «09.FA - Tectosilicats sense H₂O zeolítica, sense anions addicionals no tetraèdrics» juntament amb els següents minerals: kaliofilita, kalsilita, nefelina, panunzita, trikalsilita, yoshiokaïta, megakalsilita, malinkoïta, virgilita, lisitsynita, adularia, anortoclasa, buddingtonita, celsiana, hialofana, microclina, ortosa, sanidina, rubiclina, monalbita, albita, andesina, anortita, bytownita, labradorita, oligoclasa, reedmergnerita, paracelsiana, kumdykolita, slawsonita, lisetita, banalsita, stronalsita, danburita, maleevita, pekovita, lingunita i kokchetavita.

## Formació i jaciments
La svyatoslavita va ser descoberta a la mina de carbó Núm. 45 de Kopeisk, a la conca carbonífera de Txeliàbinsk (óblast de Txeliàbinsk, Rússia) en els cremadors miners, com a sublimat en les parets de fractura del carbó. Es va formar a uns 700-900 °C.